# Araturi
Araturi é um bairro pertencente ao distrito de Jurema, no munícipio de Caucaia, integrante da Região Metropolitana de Fortaleza (RMF), no estado do Ceará, Brasil.
O bairro faz divisa com os bairros Parque Potira e Guadalajara ao norte, Arianópoles a oeste, Marechal Rondon e Urucutuba a leste e Urucutuba ao sul.
Segundo o Censo 2010, a população do bairro Araturi era de 20.343 habitantes. Sendo essa população composta de 52.03% de mulheres e 47.97% de homens.

## Histórico
A ocupação efetiva da região que compreende o bairro se deu pela construção, entre os anos de 1960 e 1980, de conjuntos habitacionais financiados pelo extinto Banco Nacional de Habitação (BNH), administrada pela Companhia Habitacional (COHAB) do Estado do Ceará.
A primeira etapa do chamado Conjunto Araturi, denominada "Araturi I", foi entregue em 01 de outubro de 1985, pela Construtora Ômega, com 1.413 apartamentos. A segunda etapa, "Araturi II", foi entregue em seguida, com 871 casas.

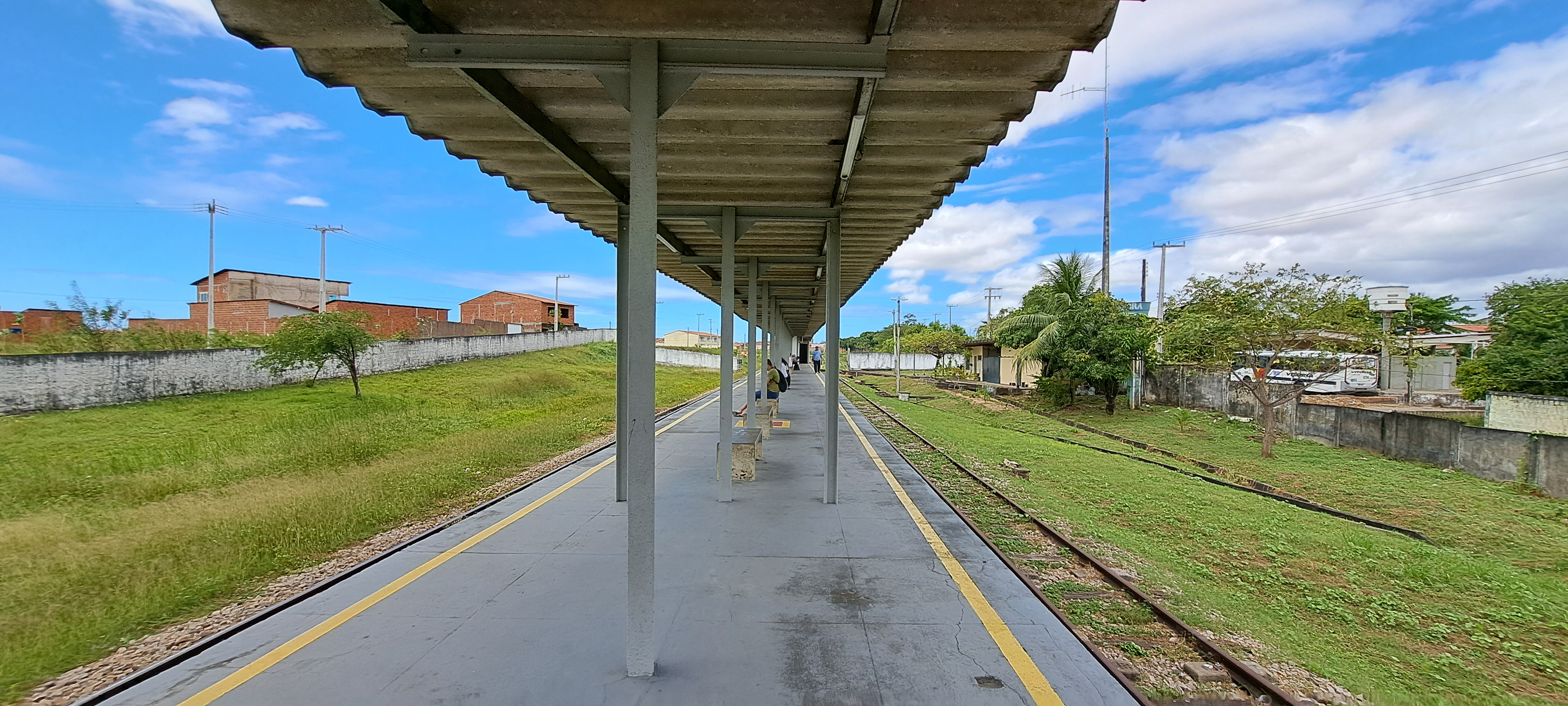
Plataforma de embarque e desembarque da Estação Araturi, pertencente a Linha Oeste do Metrô de Fortaleza, em julho de 2024.

A primeira parte do então conjunto localizava-se próximo à via férrea ali existente, despertando imediatamente o desejo dos novos moradores, de ter uma estação ferroviária ali, entre as estações de Caucaia e Jurema já existentes na época.
Assim, os moradores se reuniram e deram início, por conta própria, a construção da nova estação. Depois de finalizada, as composições que por ali passavam, começaram a parar no local, dando início ao funcionamento da Estação Araturi, depois oficialmente incorporada ao então sistema de trens urbanos que atendia Fortaleza e alguns municípios da região metropolitana.
Em 2010 a estação passou por uma reforma, juntamente com as demais estações da Linha Oeste, sua antiga bilheteria foi desativada e realocada para um novo local, bem como outras mudanças realizadas em sua estrutura.
Ao longo dos anos, uma série de loteamentos e comunidades foram surgindo no território do bairro, instaladas além da área do conjunto original. Entre esses é possível citar: Parque Araturi; Novo Paraíso; Mirante do Araturi; Loteamento Amazona; Loteamento Jurema Parque e Cidade de Deus;

## Infraestrutura e serviços

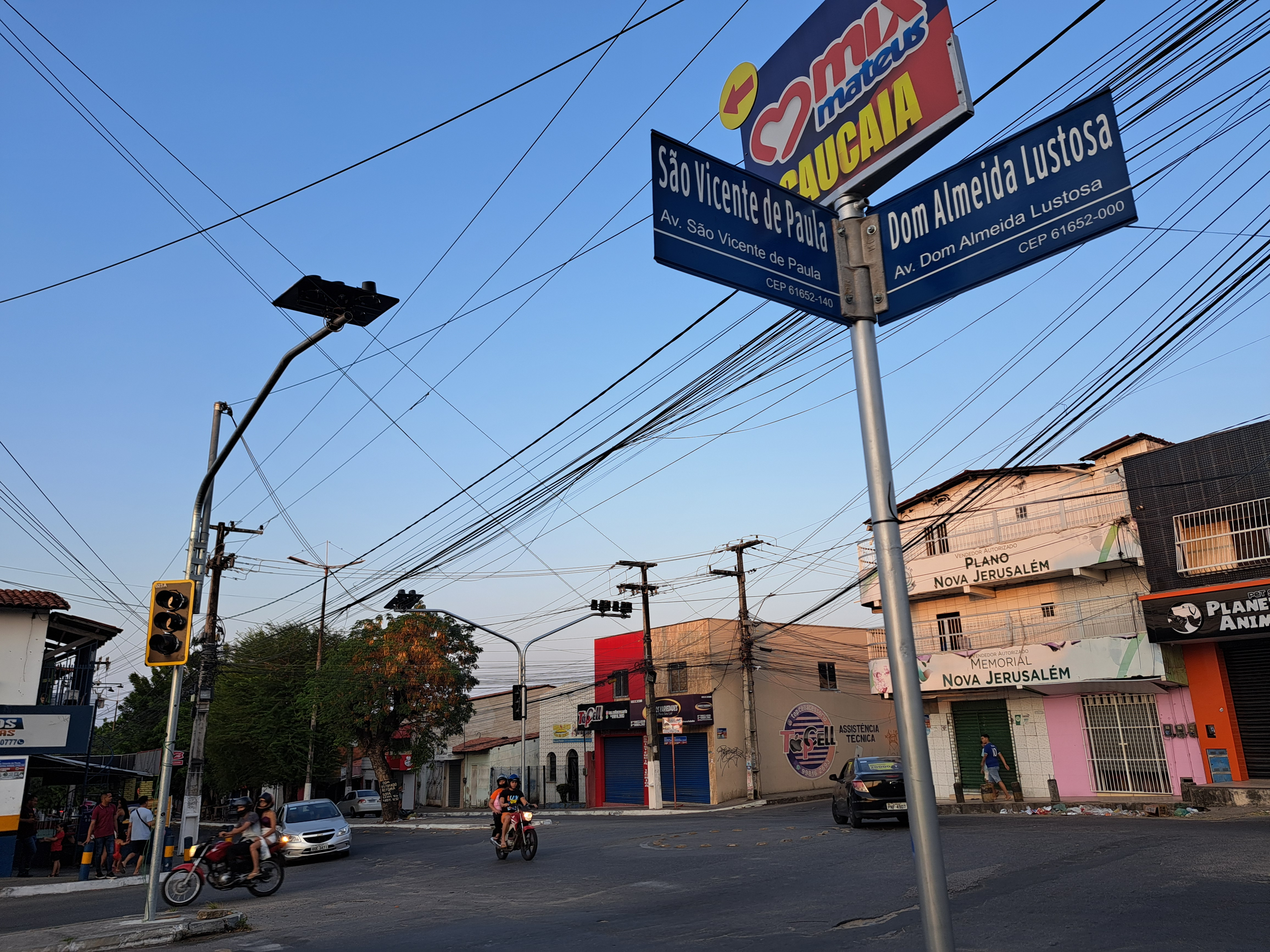
Cruzamento das avenida São Vicente de Paula e Dom Almeida Lustosa. A Avenida São Vicente de Paula é a principal via do bairro.

A principal via do Araturi é a Avenida São Vicente de Paula, que corta o bairro de leste a oeste, considerada uma via arterial conforme disposto na Lei Complementar Municipal nº 60 de 12 de fevereiro de 2019, que dispõe sobre o Sistema Viário Básico do Município de Caucaia e dá outras providências.
Localizada entre as avenidas Dom Almeida Lustosa e Airton Senna, a Avenida São Vicente de Paula concentra boa parte dos estabelecimentos comerciais do bairro, possuindo um grande movimento de pedestres, ciclistas, ônibus e veículos automotores individuais. Possuí quatro faixas de trafego, duas em casa sentido, duas ciclofaixas, uma por sentido, paradas de ônibus distribuídas ao longo da via, calçadas padronizadas com piso tátil direcional, e dois cruzamento semafóricos.
O bairro também é atendido por varias linhas de ônibus, seja do sistema metropolitano intermunicipal que faz ligação direta com Fortaleza, seja do sistema gratuito de ônibus urbanos do município de Caucaia. Ao todo, quatro rotas rotas diferentes atendem diretamente o Araturi, sendo duas metropolitanas e duas urbanas, além de uma linha "corujão" metropolitana que atende o bairro durante a madrugada.
A região também conta com uma estação de Veículo Leve sobre Trilhos (VLT), a Estação Araturi, pertencente a Linha Oeste do Metrô de Fortaleza. A Linha Oeste oferta uma ligação entre o centro de Fortaleza e o município de Caucaia, transportando, em média, cerca de 7,9 mil pessoas por dia, ao longo de 19,5 quilômetros de extensão, passando por 10 estações.
Entre os serviços públicos presentes em seu território, o bairro também conta com uma Unidade Básica de Saúde (UBS), denominada UBS Antônio Jander Pereira Machado; a sede do 3° Pelotão da 1° Companhia do Comando de Policiamento de Rondas de Ações Intensivas e Ostensivas (CPRaio); dois Núcleos de Educação e Desenvolvimento Infantil (NEDI); três Escolas de Ensino Infantil e Ensino Fundamental (EEIEF); uma Escola de Ensino Médio em Tempo Integral (EEMTI), a EEMTI Presidente José Sarney; e uma Escola Estadual de Educação Profissional (EEEP), a EEEP Professora Marly Ferreira Martins. 
No que se refere ao comercio e outros serviços, o bairro conta com escolas particulares, supermercados, bares, oficinas, lojas de roupa, lojas de informática, lanchonetes, restaurantes, pizzarias, sorveterias, salões de beleza, armazéns, depósitos, dentre outros. Também se localiza no bairro um shopping estilo open mall, chamado de Shopping Jurema, localizado no cruzamento entre as avenidas São Vicente de Paula e Dom Almeida Lustosa.